# Calvia quatuordecimguttata
Calvia quatuordecimguttata је инсект из реда тврдокрилаца (Coleoptera) и породице бубамара (Coccinellidae).

## Опис
Глава је маљава, смеђа, са белим мрљицама поред очију. Пронотум је такође смеђ, са белим линијама и две мрље. И покрилца су смеђа са по седам белих мрља. Тело јој је дугачко 4–6 mm.

## Распрострањење
Прилично честа врста која настањује целу Европу. У Србији налажена и на планинама и у низији. Становник је листопадних шума, као и вртова.